# Brazil (1985)
Brazil ist ein dystopischer Spielfilm mit Elementen der Schwarzen Komödie und der Groteske aus dem Jahr 1985. Regie führte Terry Gilliam, der das Drehbuch gemeinsam mit Tom Stoppard und Charles McKeown schrieb. Der Film wurde im Februar 1985 auf den Internationalen Filmfestspielen Berlin erstmals in Deutschland gezeigt.

## Handlung
In einer düsteren, bürokratisierten und technisierten Welt ist Sam Lowry ein kleiner Angestellter im Archiv der Abteilung für Informationwiederbeschaffung des allmächtigen „Informationsministeriums“ (Ministry of Information – M.O.I.). In seinen Träumen trifft er als geflügelter Held in schimmernder Rüstung eine blonde Schönheit in wallendem Weiß. Im wirklichen Leben möchte er gerne unauffällig leben. Seine einflussreiche Mutter, die mit ihrer Freundin Mrs. Terrain darum wetteifert, wer den besseren Schönheitschirurgen hat, arrangiert eine Beförderung, die Sam aber ablehnt.
Durch einen Druckfehler kommt es zu einer folgenschweren Verwechslung: Anstatt eines als „Terroristen“ gesuchten freischaffenden Heizungsinstallateurs namens Tuttle, der sich dem alles beherrschenden Bürokratieapparat dieser Gesellschaft entzieht, wird ein unbescholtener Familienvater namens Buttle verhaftet und zu Tode gefoltert. Sam wird die bürokratische Nachbearbeitung dieses Irrtums aufgetragen. Den Rückvergütungsscheck für die vorgesehene „Informationwiedergutmachungszahlung“ überbringt er persönlich der Witwe. Dabei begegnet er der Frau aus seinen Träumen, der Lastwagenfahrerin Jill Layton, einer Nachbarin Buttles.
Um sie wiederzufinden, akzeptiert er nun die Beförderung und nutzt zugleich den Kontakt zu seinem ehrgeizigen Freund Jack, der in hoher Stellung einer geheimen Tätigkeit nachgeht. Dieser berichtet Sam von der geplanten Verhaftung Jills. Während Sams Wohnung aufgrund eines Heizungsschadens trotz der Hilfe Tuttles unbewohnbar wird, entwickeln sich Sams Träume zu Albträumen, in denen er gegen übermächtige Gegner ankämpfen muss, während Jill ihm zu entgleiten droht. Er versucht, Jill vor der Verhaftung zu retten, indem er in die Datenbank des Ministeriums ihren Tod einträgt. In der Wohnung von Sams Mutter werden jedoch beide überrumpelt, wobei Sam verhaftet und Jill anscheinend getötet wird.
Sam wird im Ministerium an einen Stuhl gefesselt, und Jack kommt, um ihn zu verhören; Sam erkennt ihn trotz einer Maske. Bevor Jack aber mit der Folter anfangen kann, wird er erschossen, und Sam wird durch Tuttle und eine Gruppe von „Terroristen“ gerettet. Nach einer wilden Flucht mit Jill finden beide schließlich in einer idyllischen Landschaft Zuflucht. Diese Flucht stellt sich am Ende jedoch als ein Traum von Sam heraus, der bei dem Verhör den Verstand verloren hat und auf diese Weise seinen Folterern entkommen ist.

## Hintergründe

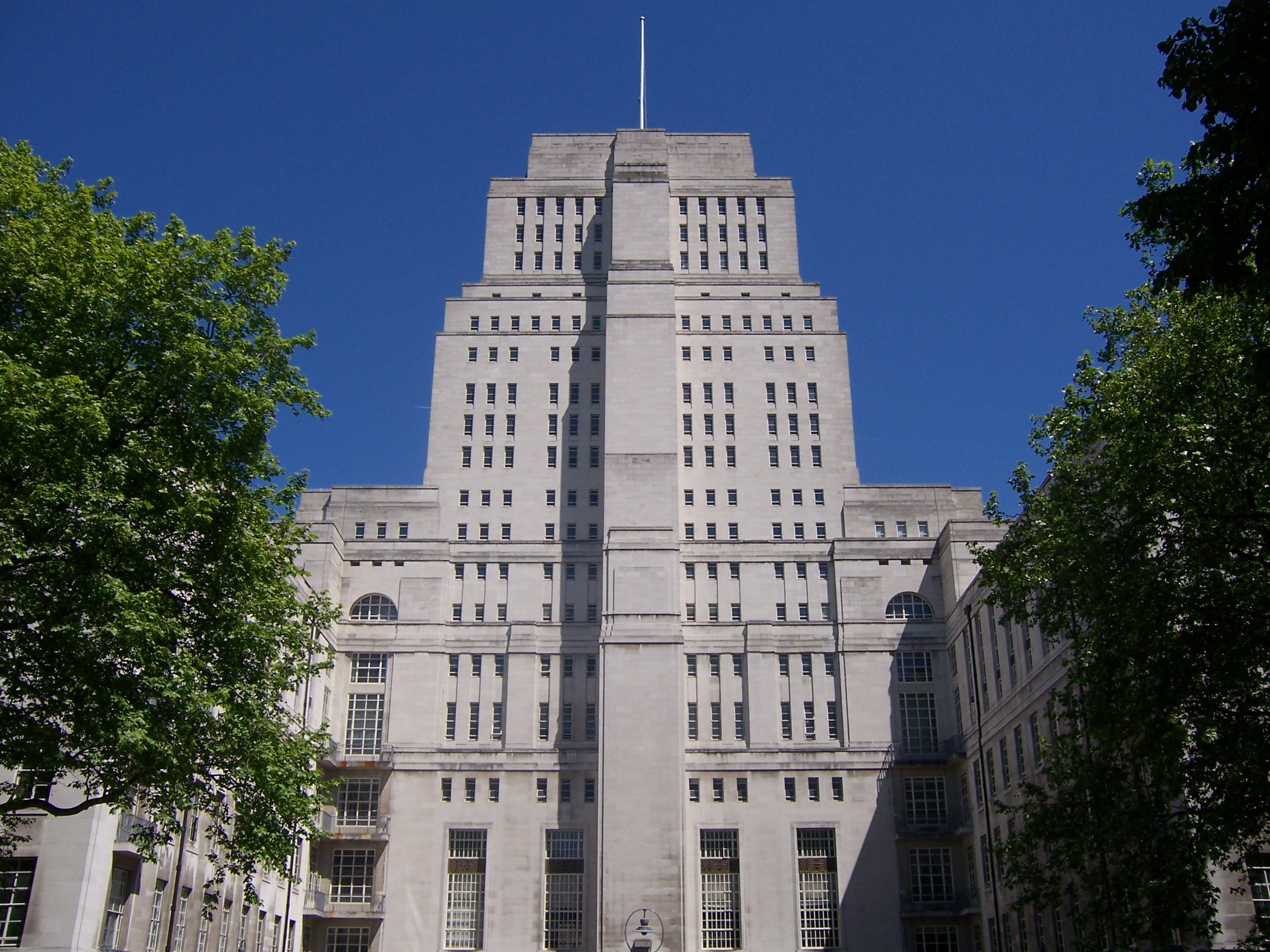
Sitz des realen Ministry of Information während des Zweiten Weltkrieges in London

Brazil ist eine düstere, kafkaeske Dystopie, die sich der Stilmittel der grotesken Komödie bedient. Dem damaligen Chef von Universal Studios, Sid Sheinberg, war das hoffnungslose Ende des Films zu düster; er wollte unbedingt eine Version mit einem Happy End herausbringen. Der Streit zwischen Gilliam und Sheinberg eskalierte und gipfelte in einer ganzseitigen Anzeige im Branchenblatt Variety, in der Gilliam Sheinberg mit den folgenden Worten zur Freigabe des Films aufforderte:

Als Resultat der Streitigkeiten kam Brazil in zwei unterschiedlichen Schnittfassungen ins Kino: in Europa in einer 142 Minuten langen Fassung (PAL-Laufzeit: 136 Minuten), die weitgehend Gilliams Vorstellungen entsprach, und in den USA in einer gekürzten 132-Minuten-Fassung. Für die amerikanische Laserdisc-Veröffentlichung in der Criterion Collection erstellte Gilliam 1993 auf Basis der europäischen Schnittfassung einen 143 Minuten langen Director’s Cut. Zudem gibt es eine im amerikanischen Fernsehen gezeigte Fassung, die sogenannte „Love Conquers All“-Version (auch Sheinberg Edit genannt), die nach der „Bearbeitung“ durch das Studio nur noch 94 Minuten dauert: Herausgeschnitten wurden zahlreiche Szenen, die dem Verleih zu negativ erschienen, sowie insbesondere der Schluss, der das „Happy End“ als bloßen Traum des gefolterten Sam Lowry enthüllt.
Daneben tauchen auch einige Gemeinsamkeiten (zum Beispiel die von einer totalitären Regierung kontrollierte Gesellschaft) mit George Orwells Werk 1984 auf. Ursprünglich war als Titel 1984 and ½ vorgesehen – eine Anspielung sowohl auf Orwells Roman als auch auf Federico Fellinis Film 8½ – ein Einspruch der Erben Orwells verhinderte dies jedoch.
Der endgültige Titel ist eine Anspielung auf den Samba Brazil (Originaltitel: Aquarela do Brasil) von Ary Barroso (1939), der in einer Version von Geoff Muldaur die Titelmelodie des Films bildet und in verschiedensten Abwandlungen im Film wiederkehrt. Dabei konterkariert die Filmmusik häufig die gezeigten Bilder bzw. die Handlung.
In der Featurette What is Brazil? kommentiert Gilliam den Filmtitel so:

„Ursprünglich begann der Film in Port Talbot, Wales. In Port Talbot wird Stahl erzeugt. Der Strand ist vom Kohlenstaub total schwarz. Schiffe laufen auf den Inseln ein und riesige Förderbänder transportieren die Kohle, alles ist voll Staub, der Strand ist rabenschwarz. Da saß ich bei Sonnenuntergang. Ich sah nur das Bild eines Typen vor mir, der dort den Sonnenuntergang ansah, während sein Radio seltsame Musik empfing, wie Brazil, lateinamerikanische, romantische Musik. So fing alles an. Und darum geht es in dem Film nach wie vor. Es geht um jemanden, der all dem entfliehen will, der glaubt, es gäbe eine Fluchtmöglichkeit.“

## Drehorte
Der Film entstand in den Lee International Film Studios in Wembley sowie an verschiedenen Orten in Großbritannien und Frankreich. Gedreht wurde u. a. in den Espaces d’Abraxas, einem vom spanischen Architekten Ricardo Bofill entworfenen und 1982 in Noisy-le-Grand errichteten Gebäudekomplex. In einer Szene erfolgt eine Verfolgungsjagd mit Fahrzeugen im Erschließungsbereich des 19-geschossigen, monumental gestalteten sozialen Wohnungsbaus. Dieser Bereich ist frei zugänglich (in der Nähe der RER-Station Noisy Le Grand). Die Hochhaus-Wohnung, in der Sam Lowry im Film wohnt, wird über einen offenen Laubengang erschlossen und ist ebenfalls in Bofills postmodernem Wohnungskomplex anzusiedeln. Die exakte Lage kann jedoch nicht zweifelsfrei ausgemacht werden. Auch der Torbogen, der im Film als Zugang zur Trauerfeier von Mrs. Terrain dient, liegt im Bereich des d’Abraxas.
Aufnahmen des Zugangsbereiches des Hochhauses Shangri-La, in dem Familie Buttle wohnt, sowie der Büroräume des Archivs, in dem Sam zu Beginn des Films beschäftigt ist, zeigen die ehemalige CWS-Getreidemühle am Royal Victoria Dock in London. Der Praxisraum von Dr. Jaffee ist in Wirklichkeit die Arab Hall im Leighton House in Holland Park. Weitere Aufnahmen entstanden im National Liberal Club am Whitehall Place, im Rainbow Room in Kensington, alle in London gelegen, sowie in den Mentmore Towers in Mentmore in Buckinghamshire. Drehort der Folterszene war das Innere eines der Kühltürme des Kraftwerks Croydon B im gleichnamigen Stadtteil von London. Außenaufnahmen des Informationsministeriums entstanden ebenfalls am Kraftwerk. Dieses war 1984 stillgelegt worden, Anfang der 1990er Jahre wurde der Komplex weitgehend abgerissen. Die ländliche Gegend, in die sich Sam und Jill vermeintlich retten können, zeigt Newlands Valley bei Keswick im Lake District.

## Synchronisation
Die deutschsprachige Synchronisation entstand bei der Berliner Synchron GmbH Wenzel Lüdecke nach einem Dialogbuch von Arne Elsholtz, der auch die Dialogregie übernahm und im Film Michael Palin als Jack Lint sprach.
| Rolle                    | Darsteller        | Synchronsprecher         |
| ------------------------ | ----------------- | ------------------------ |
| Sam Lowry                | Jonathan Pryce    | Thomas Danneberg         |
| Jack Lint                | Michael Palin     | Arne Elsholtz            |
| Archibald ‘Harry’ Tuttle | Robert De Niro    | Joachim Kerzel           |
| Jill Layton              | Kim Greist        | Susanna Bonasewicz       |
| Mrs. Ida Lowry           | Katherine Helmond | Gudrun Genest            |
| Mr. M. Kurtzmann         | Ian Holm          | Peter Matic              |
| Mr. Warrenn              | Ian Richardson    | Friedrich Georg Beckhaus |
| Spoor                    | Bob Hoskins       | Andreas Mannkopff        |
| Dr. Jaffe                | Jim Broadbent     | Norbert Gescher          |
| Mrs. Alma Terrain        | Barbara Hicks     | Ursula Diestel           |
| Mr. Eugene Helpman       | Peter Vaughan     | Friedrich W. Bauschulte  |
| Mrs. Veronica Buttle     | Sheila Reid       | Hannelore Schüler        |
| verhaftender Beamter     | Simon Jones       | Joachim Pukaß            |
| Harvey Lime              | Charles McKeown   | Lothar Blumhagen         |

## Kritiken
„Die Geschichte wird in einer Mischung aus surrealistischen Traumvisionen, rasanten Action-Turbulenzen und bitterböser Satire erzählt: Kino als Geisterbahnfahrt. Perfekt inszeniert, aber allzu sehr auf Überwältigung der Sinne setzend.“

„Eine monumentale, bösartige Science-fiction-Komödie im Retro-Look, hinterhältig, gemein, kohlrabenschwarz und einfach umwerfend.“

„Bildgewaltiger Geniestreich von Terry Gilliam (‚Time Bandits‘) zu den großen Kultwerken der Filmgeschichte – angesiedelt zwischen Franz Kafka, George Orwell und durchgeknallter Monty-Python-Anarchie. Fazit: Worte reichen nicht – man muss es sehen!“

„Ein hochgradig einflussreicher, nicht zuletzt visuell herausragender Beitrag zum Science-Fiction-Genre, der sich dank seiner Überfülle an Ideen und seinem durchwegs großartigen Ensemble längst zum Klassiker gemausert hat.“

## Auszeichnungen
Der Film war bei der Oscarverleihung 1986 in den Kategorien Bestes Originaldrehbuch und Bestes Szenenbild nominiert.
Bei den Los Angeles Film Critics Association Awards gewann der Film 1985 in den Kategorien Bester Film, Bestes Drehbuch und Beste Regie.
Das British Film Institute wählte Brazil im Jahr 1999 auf Platz 54 der besten britischen Filme des 20. Jahrhunderts. Der Film wurde außerdem 2005 in die Time-Auswahl der besten 100 Filme von 1923 bis 2005 gewählt.
Die Deutsche Film- und Medienbewertung (FBW) in Wiesbaden verlieh dem Film das Prädikat besonders wertvoll.

## Trivia

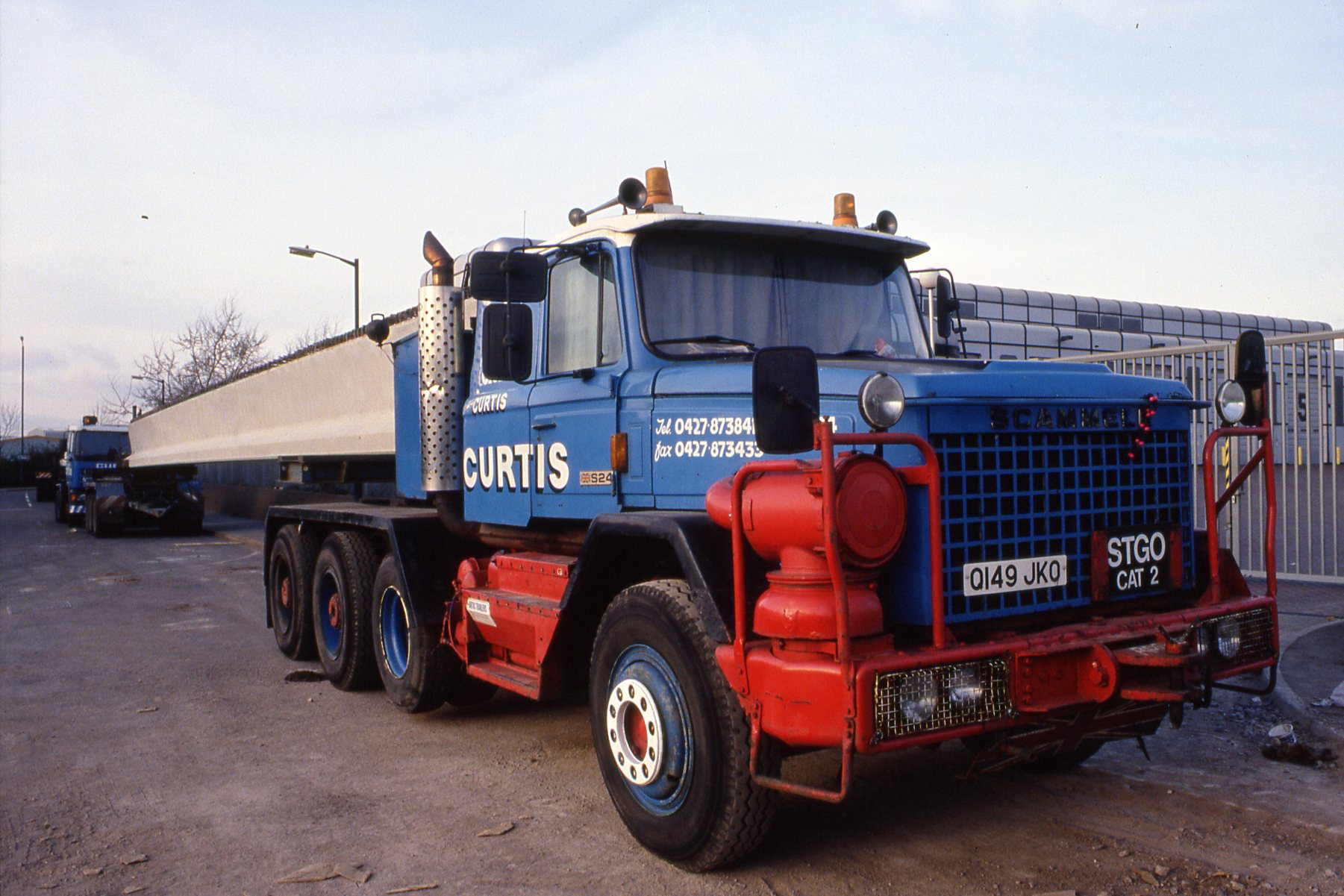
Scammell S24

Als Sam Lowry nach seiner Beförderung ins Nachbarbüro tritt und seinen Kollegen nach dessen Namen fragt, antwortet dieser mit „Harvey Lime.“ Dies erinnert an Harry Lime, den von Orson Welles dargestellten Protagonisten in Der dritte Mann, dessen berühmte Titelmusik Harry Lime Theme heißt.
Die Szene, in der Sam von Tuttle gerettet wird und dann an der Treppe gegen die Regierungsleute kämpft, ist eine Anspielung auf Sergej Eisensteins berühmte Treppenszene aus dem Film Panzerkreuzer Potemkin.
In beiden Filmen gibt es eine Nahaufnahme von einer Frau, die einen Schuss ins Auge bekommt, sodass ihre Brille zerplatzt. Während anschließend bei Eisenstein ein Kinderwagen mit Baby die Treppen hinunterholpert, ist es bei Gilliam ein Staubsauger. In beiden Filmen handelt es sich um eine sogenannte Attraktionsmontage (wie sie von Eisenstein begründet wurde), da die mechanischen, rhythmischen Bewegungen der Soldatentruppen mit den hilflosen Bewegungen der Revolutionäre bzw. Opfer kontrastieren und immer wieder zwischen beiden Polen hin- und hergeschnitten wird.
Bei dem Fahrzeug, mit dem Sam unterwegs ist, handelt es sich um einen modifizierten Messerschmitt Kabinenroller. Jills Lastwagen ist ein Scammell S 24. Die silbernen Polizeifahrzeuge entstanden auf Basis der All Terrain Mobility Platform des britischen Herstellers Supacat.
Einen Kurzauftritt als Schönheitschirurg Dr. Chapman hat Jack Purvis, der in Gilliams Film Time Bandits eine der Hauptrollen gespielt hatte. Etliche andere der Schauspieler waren zuvor ebenfalls in Time Bandits zu sehen gewesen.
Der französische Schauspieler und Filmemacher Albert Dupontel ließ sich von Brazil zu seiner schwarzen Komödie Was dein Herz dir sagt – Adieu ihr Idioten! (2020) inspirieren, in der Terry Gilliam einen Cameoauftritt hat.